# Owenetta
Owenetta é um gênero extinto de pararéptil procolofonóide basal. Os fósseis foram encontrados a partir do Grupo de Beaufort, na Bacia de Karoo na África do Sul. A maioria dos procolofonóide viveram durante o Triássico, Owenetta existiu durante os estágios Wuchiapingiano e Changhsingiano do final do Permiano, bem como a fase inicial Induano do Triássico. É um gênero da família Owenettidae, e pode ser distinguido de outros táxons relacionados em que a porção posterior do supratemporal tem um entalhe lateral e que o forame pineal está rodeada por uma superfície do Osso parietal do crânio.

## Espécies
Um tipo de espécie de Owenetta é o O. rubidgei. É conhecido por vários crânios, mas nenhum esqueleto pos craniano. Foi descrita em 1939 a partir de um crânio parcial encontrado na África do Sul do final do Permiano. Várias outras localidades da mesma zona renderam o restante dos exemplares conhecidos.
A nomeação de uma nova espécie em 2002, O. kitchingorum, ampliou o alcance temporal da Owenetta no Triássico, o que significa que o gênero tinha sobrevivido após a extinção do Permiano-Triássico. Esta nova espécie foi considerada distinta da espécie-tipo com base em características encontradas em três espécimes quase completos. Encontrado em 1968, o primeiro material de O. kitchingorum foi um pequeno bloco, contendo dois esqueletos na proximidade um do outro (embora na época em que foram pensados para ser a espécie-tipo). Esses esqueletos são usados para distinguir parte das informações da espécie tipo O. kitchingorum. O. kitchingorum difere do O. rubidgei em que possuía pos-parietal pequeno na borda posterior do crânio e da maxila, e não detinha mais de 20 dentes, alguns dos quais foram forma canina. O espécime mais bem preservado parece ser um indivíduo subadulto com base em características do crânio.
Um ano após a nova espécie ter sido nomeada Owenetta, um documento de proposta que deve ser atribuída ao seu próprio gênero distinto, embora um novo nome ainda está para ser concedido. Trabalhos mais recente também apoiaram esta polifelia. Se este for o caso, o Owenetta fica temporalmente restrito ao Permiano, e provavelmente morreu no final do período, como resultado do evento de extinção em massa.
Mais tarde o lagarto Colubrifer campi, nomeado em 1982 a partir de um espécime encontrado a partir do início do Triássico, foi transferido para o gênero Owenetta. Com base em um crânio quase idêntico ao conhecido Owenetta, parece que o animal era quase certamente um procolofonóide desse género. Isto sugere que Owenetta de fato sobreviver ao evento de extinção em massa no fim do Permiano.

## Filogenia
Quando Owenetta foi nomeado e descrito, outros Procolophonomorphas eram considerados dentro Cotylosauria, um grupo que compreendeu o que se acreditava ser o mais primitivo dos répteis. Cotylosauria desde então tem sido renomeado Captorhinida. Agora pensasse ser um grupo parafilético e parente dos anapsídeos. O procolofonóide Owenetta e outros são agora uma subclasse dentro do Parareptilia. Ele colocado na família Nyctiphruretidae, mas está colocado dentro da família Owenettidae, da qual é o gênero tipo.
Um bem preservado e quase completo espécimes de Owenetta tem sido útil em análises filogenéticas de procolofonóides e o pararepteis, que recentemente passou por muitas revisões. Embora o esqueleto pos-craniano é conhecido apenas por indivíduos imaturos, as comparações podem ser feitas com táxons relacionados, tais como Barasaurus, que é conhecido de ambas as formas imaturas e maduras, que resolvem esse problema de morfologia. Owenetta tem sido utilizado em algumas análises filogenéticas para defender a teoria tradicional de que o Procolophonomorphas foram os ancestrais das tartarugas, embora agora pareça que as tartarugas evoluíram a partir de Pareiassauros ou mesmo do Sauropterygias sauropterygians.